# Siniolchu
Der Siniolchu ist ein Berg in Sikkim (Indien) im Himalaya. 
Er ist der östliche Eckpfeiler des Kangchendzönga-Massivs und gilt als einer der schönsten Berge der Erde. 

## Besteigungsgeschichte
Im Rahmen einer deutschen Sikkim-Expedition im Jahr 1936 gelang Karl Wien zusammen mit Adolf Göttner die Erstbesteigung des 6888 m hohen Berges. Die Aufstiegsroute führte über den Nordwestgrat.
Die Zweitbesteigung des Siniolchu gelang ebenfalls einer deutschen Bergsteigergruppe ein Jahr später. Am 25. September 1937 erreichten Ludwig Schmaderer, Herbert Paidar und Ernst Grob sowie der Träger Pency den Gipfel.